# Nadleśnictwo Darżlubie
Nadleśnictwo Darżlubie – dawna jednostka organizacyjna Lasów Państwowych, znajdująca się na terenie powiatu wejherowskiego i puckiego.

## Historia
Najstarsze historycznie nadleśnictwo na terenie powiatu puckiego. Pierwsze wzmianki pochodzą z pierwszej połowy XIX wieku. Nadleśnictwo Darżlubie w nowej formie dekretem PKWN zostało utworzone w 1947, z części lasów należących do przedwojennych nadleśnictw: Darżlubie, Góra i Wejherowo oraz lasów prywatnych. W 1973 zostało włączone w skład Nadleśnictwa Wejherowo jako obręb leśny.